# A vulkanizmus ciklusa
A vulkanizmus a tektonikus folyamatok következménye, ezért ciklikusan zajlik. A földkéreg lemezeinek mozgása egymáshoz képest divergens, konvergens, diszlokációs vagy szubdukciós lehet. A diszlokáció és a konvergens mozgás, vagyis az egymás mellett vertikálisan elcsúszó lemezperemek és az egymás felé tartó, egyszerű térrövidüléssel egymásnak feszülő kéregdarabok közvetlenül nem okoznak vulkanizmust. Ezeket a divergens (távolodó lemezek) és szubdukciós (egymás alá/fölé tolódó lemezek) mozgások hozzák létre. Nem kapcsolható tektonikus ciklushoz a forrópontos vulkanizmus, de jellegében az első és utolsó tektonikus szakasz tevékenységére hasonlít.
A tektonikus ciklus alapesetben a következő folyamatokból áll:
1. Az óceáni aljzat vagy kontinentális kéreg riftesedése, majd felhasadása felszálló köpenyáramlatok hatására. A lemezdarabok távolodni kezdenek egymástól, miközben a tértágulást a hasadékvölgy vulkanizmusa kompenzálja.
2. Az egymástól távolodó lemezdarabok szükségszerűen más peremi részeken ütköznek. Ha kontinentális kéreg ütközik óceáni kéreggel, akkor bizonyosan szubdukció (alábukás) következik be, ha két kontinentális lemez ütközik, akkor nem feltétlenül. Az alábukó lemez végei megolvadnak, víz- és gáztartalmuk miatt az olvadékok feláramlanak és az óceáni árok kontinentális felén vulkanizmust okoznak.
3. Ha a hegységképző kompresszió megszűnik – illetve azzal egy időben is –, a felgyűrt hegységekben hosszanti törésvonalak jönnek létre. A törések mentén vulkanizmus folyik.
4. A nagyobb kiterjedésű kontinentális kéregdarabok alatt a földköpenyben hőtöbblet jön létre, ami a köpenyanyagban új hőkiegyenlítő konvekciós cellát hoz létre. A feláramlás felszakítja a kérget és vulkanizmus indul be. Ez a szakasz végül szétszakíthatja a lemezt, amivel új ciklus kezdődik.

| sorrend | vulkanizmus jellege      | kapcsolódó tektonikus fázis                                                          |
| ------- | ------------------------ | ------------------------------------------------------------------------------------ |
| 1       | iniciális vulkanizmus    | geoszinklinálisokban, hasadékvölgyes, ofiolitos                                      |
| 2       | szinorogén vulkanizmus   | szubdukcióhoz, orogenezishez kapcsolódó, gránitos, plutonikus                        |
| 3       | szubszekvens vulkanizmus | savanyú → bázikus sorrendű vulkanizmus és plutonizmus a konszolidálódó orogenezisben |
| 4       | finális vulkanizmus      | kratonok befejező, bazaltos ciklusa                                                  |

A plutonizmus általában a második és harmadik szakaszokhoz kötődik. Ekkor a vastag kontinentális kérgen és a hegységeken keresztül feltörő magma nagy mennyiségű üledéket olvaszt vissza. Ennek két következménye van: a magma lehűl (általában 700 °C alá) és szilikátos összetételű lesz. Mindkettő a viszkozitást növeli, ami miatt a magma sokszor nem jut a felszínig. Ha öt kilométernél mélyebben reked meg, akkor beszélünk plutonizmusról, azaz kéregbeli magmás tevékenységről és intrúziókról.